# Samantha Murray
Samantha Murray (Preston, 25 settembre 1989) è una pentatleta britannica, vincitrice di una medaglia d'argento ai Giochi olimpici di Londra 2012.

## Palmarès
- Giochi olimpici:

Londra 2012: argento nell'individuale.
- Mondiali:

Chengdu 2010: oro nella gara a squadre.
Roma 2012: oro nella gara a squadre, bronzo nell'individuale.
Kaohsiung 2013: oro nella gara a squadre.
Varsavia 2014: oro individuale e argento a squadre.
- Europeo:

Drzonów 2013: oro nella gara a squadre e nella staffetta.
Székesfehérvár 2014: argento nella staffetta mista.
Bath 2015: oro a squadre.
Sofia 2016: argento a squadre.